# 合山桥
合山桥，位于中国广东省江门市百合，为开平市文物保护单位，类型为近现代重要史迹及代表性建筑，公布时间为1983年。
合山桥的历史年代为1934。